# Achard de La Vente
Achard de La Vente en: Achard de Leluardière is een oud-adellijk Frans geslacht.

## Geschiedenis
De familie Achard is afkomstig uit Valognes en heeft een bewezen stamreeks die teruggaat tot de 14e eeuw. Adel werd bevestigd in 1641. Er ontstonden twee takken: Achard de La Vente en Achard de Leluardière. Er is mogelijk een verband met de familie Achard de Bonvouloir.
Het geslacht werd ingeschreven bij de ANF onder nummer 1370 (net als de familie Achard de Bonvouloir). In 2007 leefden er nog 65 mannelijke afstammelingen van de tak La Vente en 43 van de tak Leluardière.
In 1992 woonde het hoofd van de tak La Vente, Bertrand Achard de La Vente, in Saint-Mars-d'Égrenne en het hoofd van de tak Leluardière, Jean Achard de Leluardière, in Saint-Amand (Manche).